# Gerda Weissmann Klein
Gerda Weissmann Klein (Bielsko, 8 maggio 1924 – Phoenix, 3 aprile 2022) è stata una scrittrice e attivista polacca naturalizzata statunitense.

## Biografia

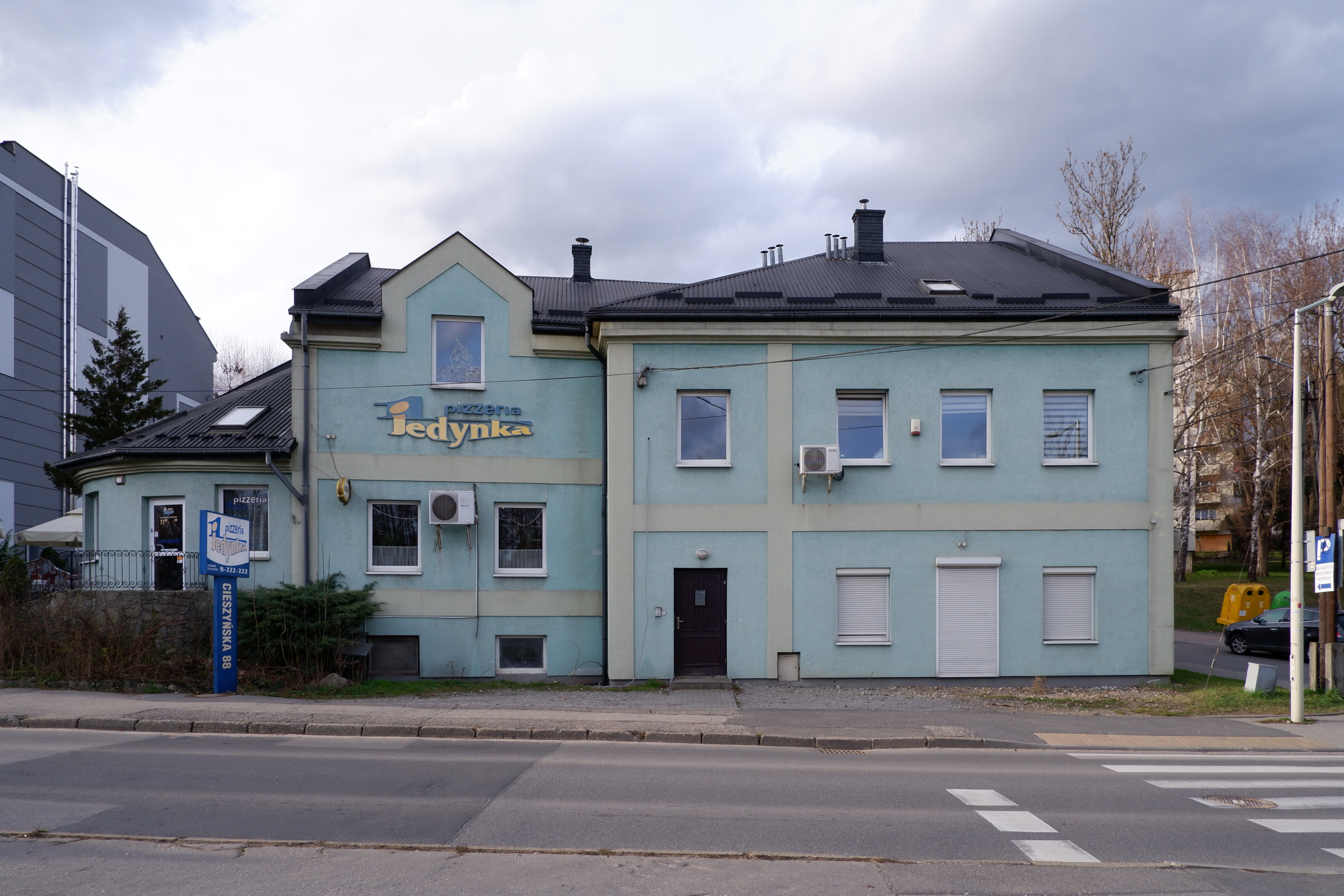
Casa natale di Gerda Weissmann-Klein (ristrutturata)

Gerda Weissmann, secondogenita del dirigente manifatturiero Julius Weissmann e di Helene (nata Mueckenbrunn) Weissmann, nacque l'8 maggio 1924 a Bielsko, in Polonia. Frequentò il Notre Dame Gymnasium di Bielsko fino a quando i tedeschi invasero la Polonia nel 1939. Entrambi i suoi genitori e suo fratello maggiore Arthur (nato nel 1919) furono uccisi nell'Olocausto. Sposò Kurt Klein (1920-2002) nel 1946. Dopo la guerra, i Klein si trasferirono e crebbero tre figli a Buffalo, New York, dove Kurt gestiva un'attività di stampa e Gerda divenne una scrittrice e trascorse 17 anni come editorialista per The Buffalo News.
Il suo racconto autobiografico dell'Olocausto, All But My Life (1957), è stato adattato per il cortometraggio del 1995, One Survivor Remembers, che ha ricevuto l'Oscar al miglior cortomentraggio e un Emmy Award, ed è stato selezionato per il National Film Registry della Biblioteca del Congresso.
I Klein divennero sostenitori dell'educazione all'Olocausto e dei diritti umani, dedicando la maggior parte della loro vita alla promozione della tolleranza e del servizio alla comunità. Cittadina statunitense naturalizzata, Gerda Weissmann Klein ha anche fondato Citizenship Counts, un'organizzazione non a scopo di lucro che sostiene il valore e le responsabilità della cittadinanza americana. Ha fatto parte del consiglio di amministrazione dello United States Holocaust Memorial Museum, che presenta la sua testimonianza in una mostra permanente.
Il 15 febbraio 2011, Klein è stata insignita della Presidential Medal of Freedom, la più alta onorificenza civile degli Stati Uniti.
Weissmann è morta a Phoenix il 3 aprile 2022 all'età di 97 anni.

## Opere
- (EN) All But My Life, Hill & Wang, 1995  [1957], ISBN 0809024608.
- (EN) The Blue Rose, fotografie di Norma Holt, New York, L. Hill, 1974, ISBN 0882080474.
- (EN) Promise of a New Spring: The Holocaust and Renewal, illustrazioni di Vincent Tartaro, New York, Rossel Books, 1981, ISBN 0940646501.
- (EN) A Passion for Sharing: The Life of Edith Rosenwald Stern, Chappaqua, N.Y., Rossel, 1984, ISBN 0940646153.
- (EN) Peregrinations: Adventures with the Green Parrot, illustrazioni di Chabela, Buffalo, N.Y., Josephine Goodyear Committee, 1986, ISBN 096166990X.
- (EN) Con Kurt Klein, The Hours After: Letters of Love and Longing in the War's Aftermath, New York, St. Martin's Press, 2000, ISBN 0312242581.